# 亞波羅
亚波罗是一位使徒时代亚历山大的犹太基督徒，在新约中多次被提及。他与使徒保罗是同时代的同事，他在以弗所和哥林多教会的早期发展中发挥了重要作用。

## 圣经记载

### 使徒行传
亚波罗第一次被提到是一位来到以弗所的基督教传教士（可能是在公元52或53年），其中他被描述为“心里火热，将耶稣的事详细讲论教训人，只是他单知晓得约翰的洗礼”。 与使徒保罗一起来到以弗所的犹太基督徒夫妇亚居拉和百基拉指示亚波罗：
“百基拉，亚居拉听见，就接他来，将神的道给他讲解更加详细。” 
两种理解之间的差异可能与基督教的洗礼有关，因为亚波罗“只知道约翰的洗礼”。后来，在亚波罗不在期间，使徒行传的作者讲述了保罗和一些门徒在以弗所的相遇：
（保罗）问他们说：“你们信的时候受了圣灵没有？”他们回答说：“没有，也未曾听说有圣灵赐下来。”保罗说：“这样，你们受的是什么洗呢？”他们说：“是约翰的洗。”保罗说：“约翰所行的是悔改的洗，告诉百姓，当信那在他以后要来的，就是耶稣。”他们听见这话，就奉主耶稣的名受洗。保罗按手在他们头上，圣灵便降在他们身上，他们就说方言，又说预言。——使徒行传19章2-6节
在保罗到达之前，亚波罗已经从以弗所搬到亚该亚  ，住在亚该亚省会哥林多。 使徒行传记载，亚波罗带着一封以弗所基督徒的书信抵达亚该亚，“极大地帮助了那些靠着恩典相信的人，因为他在公开场合有力地驳斥了犹太人，通过圣经表明基督就是耶稣。 

### 哥林多前书
保罗写给哥林多人的第一封书信（公元55年）提到亚波罗是哥林多的一位重要人物。保罗描述了亚波罗在哥林多的角色：
我栽种了，亚波罗浇灌了，唯有神叫他生长。 
保罗的书信提到了哥林多教会四派之间的分裂，其中两派分别使用保罗和亚波罗的名字 （第三和第四是矶法，和耶稣基督本人）。 保罗指出，分裂的发生是因为哥林多人的信仰不成熟。 
亚波罗是出生在亚历山大的虔诚犹太人。亚波罗出生于亚历山大，人们猜测他会以斐洛的寓言风格进行布道。例如，神学家杰罗姆·墨菲-奥康纳评论道：“很难想象一个亚历山大的犹太人⋯⋯能够逃脱伟大知识领袖斐洛的影响⋯⋯特别是因为后者似乎特别受他影响，尤其关心教育和传教。” 
没有迹象表明亚波罗赞成或批准高估他的人。保罗当时极力劝他去哥林多，但亚波罗拒绝了，并表示等有机会他会来。 

### 提多书信
新约中再次提到亚波罗。在提多书中，收信人被劝告“赶紧给律师西纳和亚波罗送行”。 
耶柔米指出，亚波罗对哥林多的分裂非常不满，因此与西纳一起退到克里特岛。保罗写给哥林多人的信平息了分裂之后，亚波罗就回到了这座城市，并成为了其中的长老之一。 
教皇本笃十六世认为“亚波罗”这个名字可能是亚波罗尼乌斯或亚波罗多洛斯的缩写。 他还表示，哥林多有些人“对亚波罗的说话方式着迷” 

## 意义
马丁·路德和一些现代学者提出希伯来书的作者是亚波罗，而不是保罗或巴拿巴。 亚波罗和巴拿巴都是犹太基督徒，具有足够的知识权威。  《讲坛评论》将希伯来书的作者亚波罗视为“普遍相信”。 除此之外，没有任何已知的现存文本归因于亚波罗。